# Springfield Modèle 1873
 (septembre 2015).
Si vous disposez d'ouvrages ou d'articles de référence ou si vous connaissez des sites web de qualité traitant du thème abordé ici, merci de compléter l'article en donnant les références utiles à sa vérifiabilité et en les liant à la section « Notes et références ».
Le Springfield Modèle 1873 Trapdoor est un fusil militaire, « évolution » du Springfield à percussion modèle 1863. En effet, ce dernier remplaçait le modèle 1855 qui associait le principe de chargement par la bouche au nouveau système de rouleau à amorces breveté par Maynard. Ce système n'étant pas satisfaisant, on créa un modèle 1861, comportant lui aussi des défauts au niveau du chien et de la cheminée.

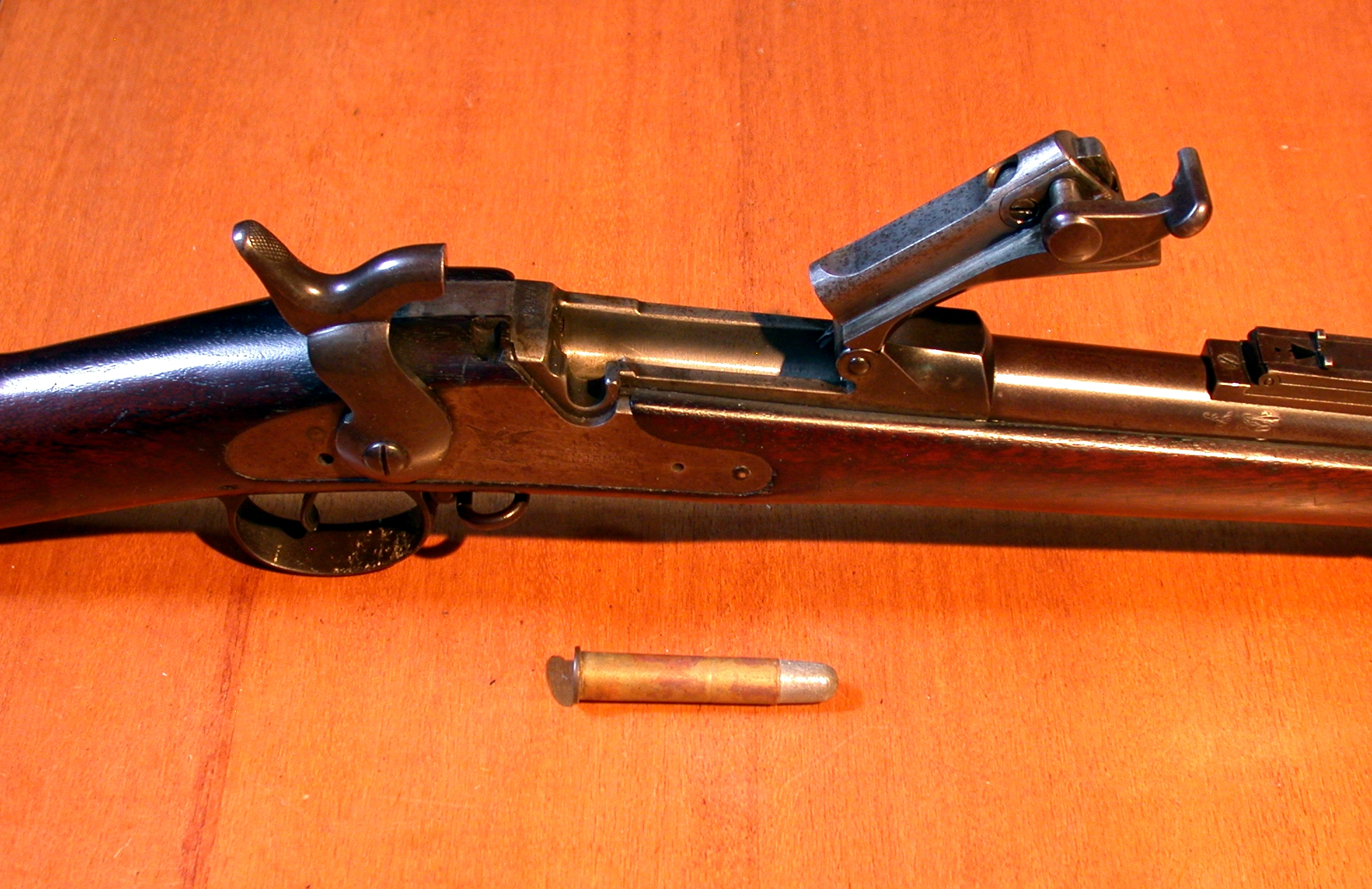
Modèle 1888, culasse ouverte.

Le perfectionnement des cartouches à étui métallique posa un dilemme aux états-majors : que faire des millions de fusils à chargement par la bouche désormais inutiles ? L'US Army trouva une réponse en forant le canon pour créer une chambre et installa un couvre culasse doté d'un percuteur.
Le modèle a évolué : basé sur un canon de calibre .58 (transformation Berdan), la cartouche était d’un très gros calibre, puis le calibre a été réduit à .50 (transformation Allin par retubage, cartouche de 50/70) enfin le calibre a encore été réduit à.45 (fabrication directe,  cartouche de 45/70).
Raisons : balistique plus intéressante d’un plus petit calibre, capacité d’emporter plus de cartouches.
Il fut sans doute engagé lors de la bataille de Little Big Horn par les troupes Yankees. Puissant mais d’une capacité de chargement plus long, il a sans doute montré ses limites face à un adversaire plus nombreux et déterminé.
Il existait deux versions de baïonnettes : une "normale" et une "truelle".
Ce modèle fut exporté en France à la chute du Second Empire dans le cadre de la défense nationale.

## Apparitions
On peut le voir dans le western La vengeance aux deux visages.
Il peut également être équipé par le joueur dans le jeu de tir Hunt: Showdown.